# Cronulla Riots

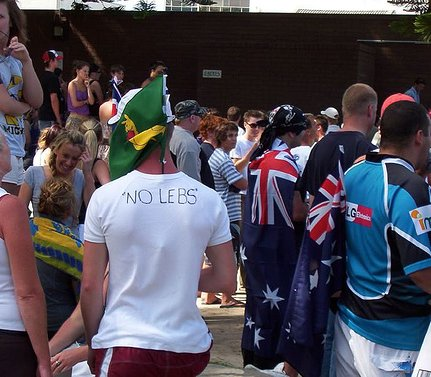
Teilnehmer der Cronulla Riots mit dem Motto „No Lebs“ („Keine Libanesen“)

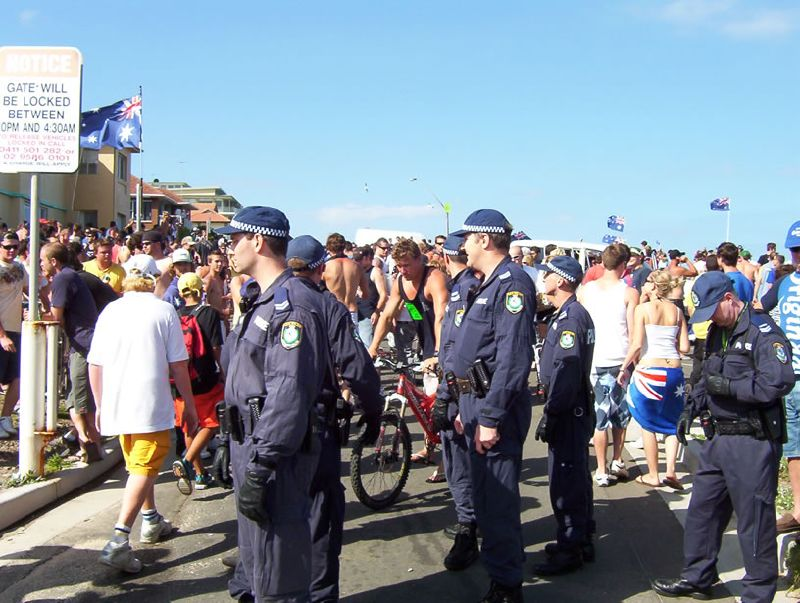
Cronulla Riots 2005

Die Cronulla Riots waren gewalttätige Krawalle (englisch Riots), die im Dezember 2005 in Cronulla, einem Vorort von Sydney in Australien stattfanden.

## Vorgeschichte

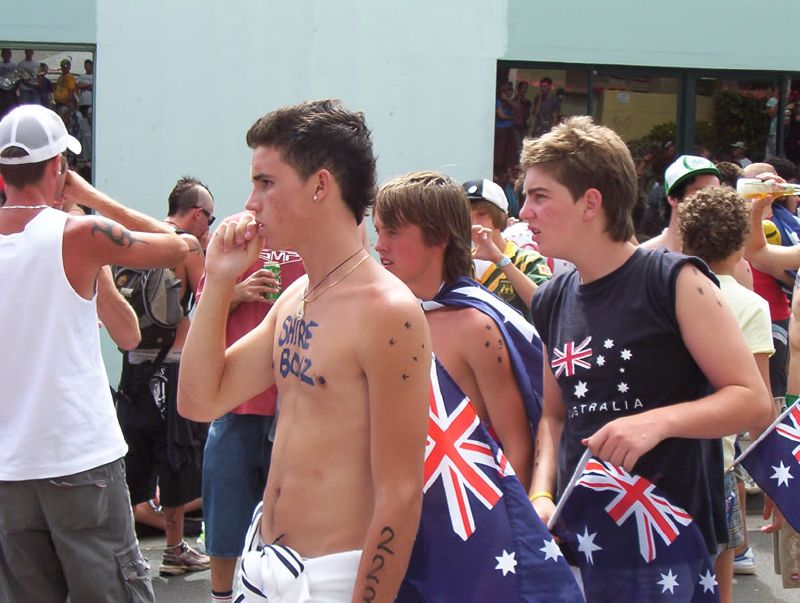
Cronulla Riots 2005

Anlass war eine Pressemeldung der Polizei am 5. Dezember 2005. Gemeldet wurde, am Vortag seien vor vielen Zeugen am Strand vier Angreifer, die ihrem Aussehen nach aus dem Nahen Osten stammten, zwei jungen Rettungsschwimmern gegenübergetreten und hätten massenhafte Verstärkung bekommen, worauf die beiden Rettungsschwimmer umzingelt und so geschlagen worden seien, dass sie in ein Krankenhaus gebracht wurden. Tatsächlich ging eine Gruppe von drei Rettungsschwimmern an einer Gruppe von acht Jugendlichen mit nahöstlicher Abstammung vorüber, worauf sich über wechselseitigen Blickkontakt ein Streit mit einer Schlägerei dieser beiden Gruppen entwickelte.

## Eskalation
Vom Morgen der Meldung an beherrschte das Thema die Massenmedien, und am übernächsten Tag berichtete ein Moderator im Hörfunk von der „guten Antwort“ eines Hörers, die aus anderen Stadtbezirken am Bahnhof eintreffenden Libanesen von zahlreichen Rockern empfangen zu lassen, die „viele gute Dinge tun“ würden, damit der „Abschaum“ nicht mehr hingenommen werden müsse.
Am 8. Dezember warnte die Polizei von New South Wales, sie werde für den 11. Dezember in Cronulla geplante Vergeltungsangriffe nicht tolerieren. Im Radio entgegnete ein Moderator auf den Einwand, es gebe immer zwei Seiten, die Anruferin solle nicht ablenken, denn er höre keine Klagen über Christen.

## Krawalle

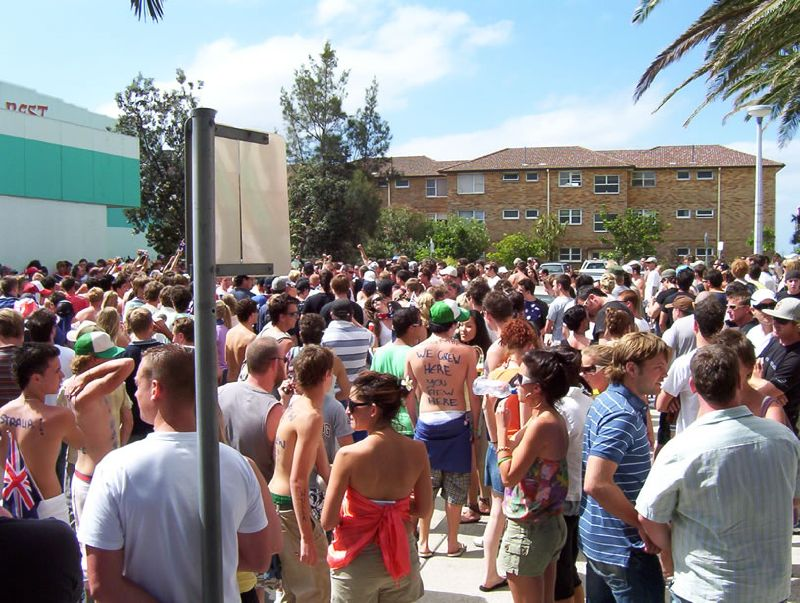
Cronulla Riots 2005

Am 11. Dezember 2005 versammelten sich 5.000 Menschen in Cronulla, einige stürmten am Bahnhof einen Zug, einige attackierten und verletzten auch Sanitäter. Die Gewalt begann gegen 13:00 Uhr, nachdem die Menschenmenge einen einzelnen Mann nahöstlichen Aussehens auf der Straße erblickte und ihn jagte. Die Randalierer schwenkten australische Fahnen und riefen nationalistische und rassistische Sprüche. Neben Körperverletzungen kam es zu teils erheblichen Sachschäden an Fahrzeugen und Gebäuden.
Die Polizei, die mit nur etwa 700 Beamten vor Ort war, hatte nicht mit einem solchen Ausmaß an Gewalt gerechnet und konnte die Situation nicht unter Kontrolle bringen. Ihre Maßnahmen beschränkten sich in erster Linie darauf, Unbeteiligte zu schützen. Am folgenden Montag wurden bei Racheakten von arabischstämmigen Jugendlichen erneut mehrere Personen verletzt, Schaufenster eingeschlagen und Fahrzeuge beschädigt.

## Reaktion

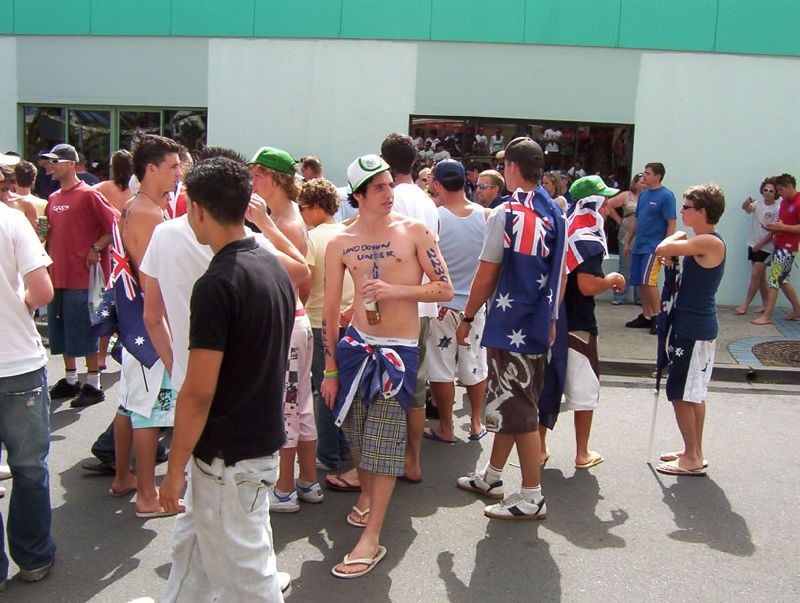
Cronulla Riots 2005

Der damalige australische Premierminister John Howard sagte zu den Ausschreitungen: „Menschen wegen ihrer Rasse, ihres Aussehens, ihrer Herkunft anzugreifen, ist völlig inakzeptabel“. Er sehe aber auch keinen unterschwelligen Rassismus in der Gesellschaft des Landes. Polizeiminister Carl Scully nannte die Unruhen „ein Gebaren weißen Überlegenheitsdenkens“.
Da Weihnachten und Silvester vor der Tür standen, zwei Feste, die in Australien gerne am Strand verbracht werden, bestand ein enormer öffentlicher Druck auf die Behörden, weitere Ausschreitungen, auch in anderen strandnahen Vororten der Stadt, zu unterbinden.
Am folgenden Dienstag, den 13. Dezember 2005, beschloss das Parlament von New South Wales, der Polizei weitgreifende Rechte zu geben, mit denen weitere Zwischenfälle unterbunden werden sollten. Die neuen Gesetze traten am Donnerstag, dem 15. Dezember 2005, in Kraft und waren vorerst auf drei Jahre beschränkt.
Hauptbestandteil der neuen Befugnisse war das Recht der Polizei, Gegenstände, die von potentiellen Tätern möglicherweise bei weiteren Ausschreitungen verwendet werden könnten, für bis zu 48 Stunden zu beschlagnahmen. Besonderer Augenmerk wurde auf gefährliche Gegenstände (Waffen, aber auch beispielsweise Benzinkanister) und Mobiltelefone gelegt. Auch Autos von vermeintlichen Tätern konnten einbehalten werden.
Zum Wochenende, am 17. und 18. Dezember 2005, wurden mehrere tausend Polizisten, teilweise auch aus anderen Bundesstaaten, in Sydney zusammengezogen. Neben Cronulla wurden noch weitere Stadtteile in der Umgebung sowie besonders beliebte Strände von der Polizei fokussiert. Der Verkehr auf den Einfallstraßen wurde kontrolliert. Geschäftsinhabern wurde empfohlen, ihre Läden nicht zu öffnen. Von den neuen Befugnissen wurde Gebrauch gemacht. Die Maßnahmen zeigten Erfolg. Ausschreitungen konnten nicht nur an diesem Wochenende verhindert werden. Die Unruhen waren vollkommen abgeebbt und die folgenden Feiertage konnten in Ruhe, wenn auch mit Polizeipräsenz an den Stränden, verlebt werden.

## Folgen
In den Wochen nach den Unruhen kam es in der australischen Gesellschaft zu Diskussionen, ob eine multikulturelle Gesellschaft praktikabel sei. Da die weißen Australier sich selbst als Patrioten bezeichneten, wurde anlässlich des Australia Day beispielsweise auch eine öffentliche Diskussion um den in Australien verbreiteten Nationalstolz geführt.